# Vâlcea (okręg Alba)
Vâlcea – wieś w Rumunii, w okręgu Alba, w gminie Bucium. W 2011 roku liczyła 30 mieszkańców.